# Санту-Анжелу
Санту-Анжелу (порт. Santo Ângelo) — муніципалітет у Бразилії, входить до складу штату Ріу-Гранді-ду-Сул. Складова частина мезорегіону Північний захід штату Ріу-Гранді-ду-Сул. Входить до економіко-статистичного мікрорегіону Санту-Анжелу. Населення становить 73 800 чоловік (станом на 2007 рік). Займає площу 680,498 км². Густота населення — 117,7 чол./км².
Свято міста — 22 березня.
Міський собор відтворює первинний вигляд собору місії Сан-Мігел-дас-Місойнс, розташованої неподалік.

## Галерея

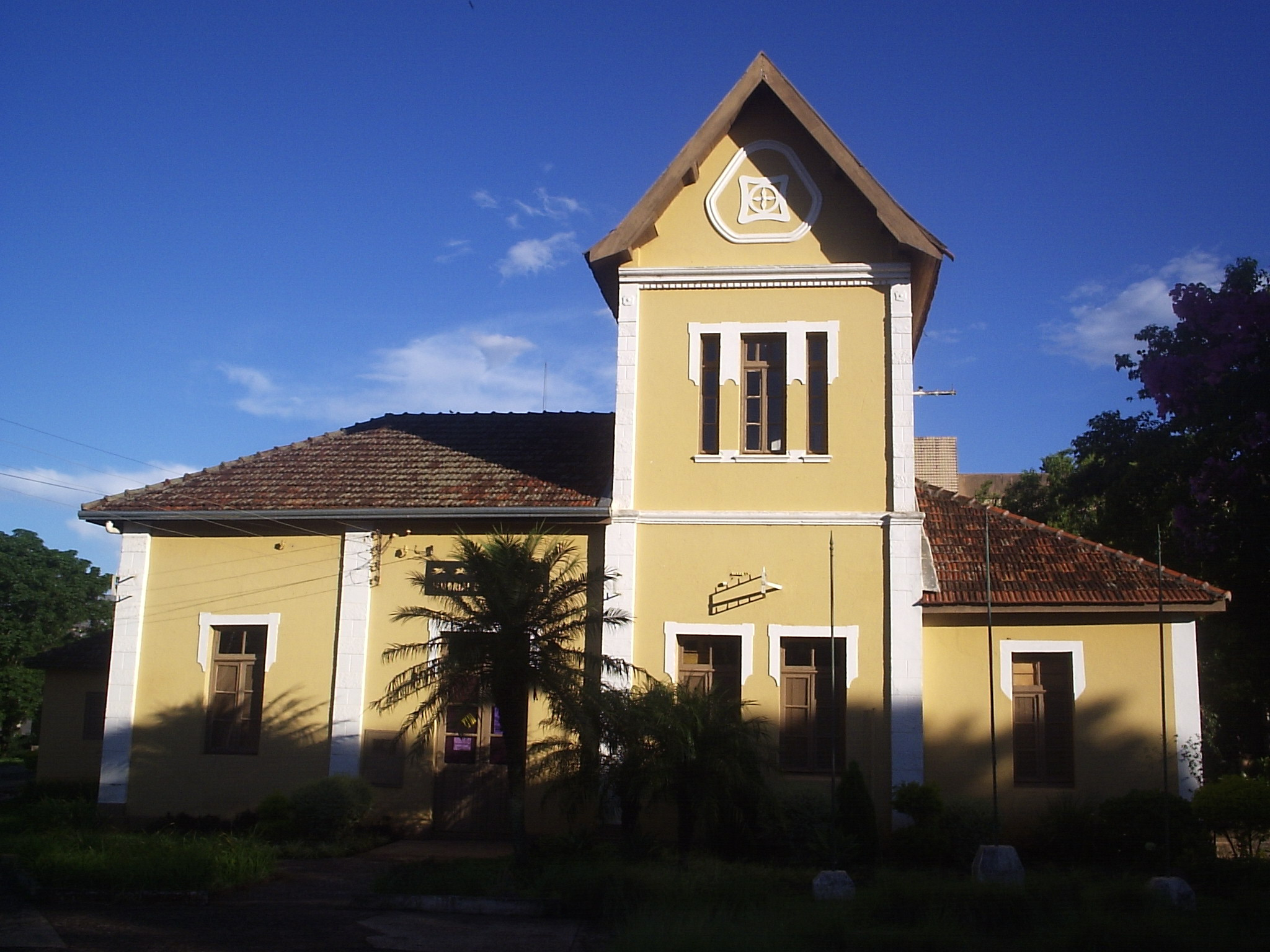
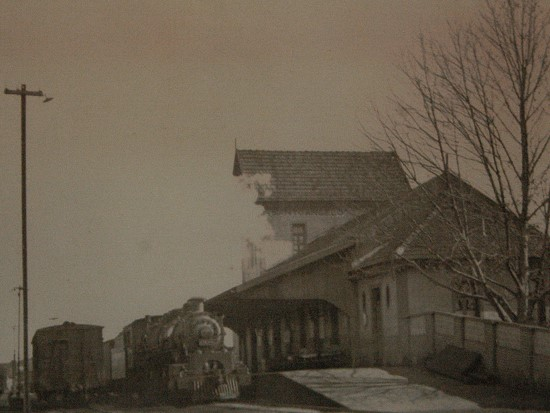
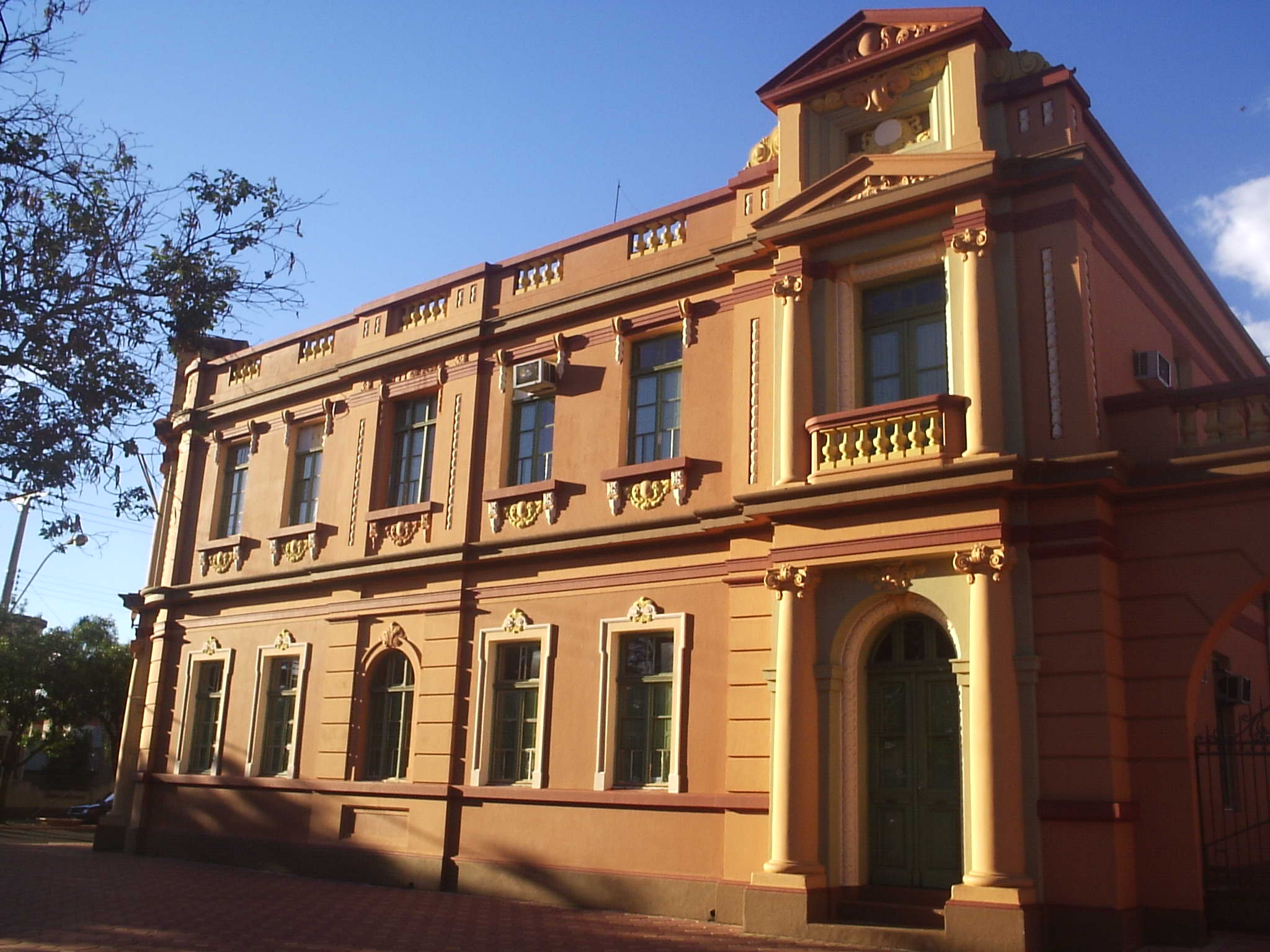
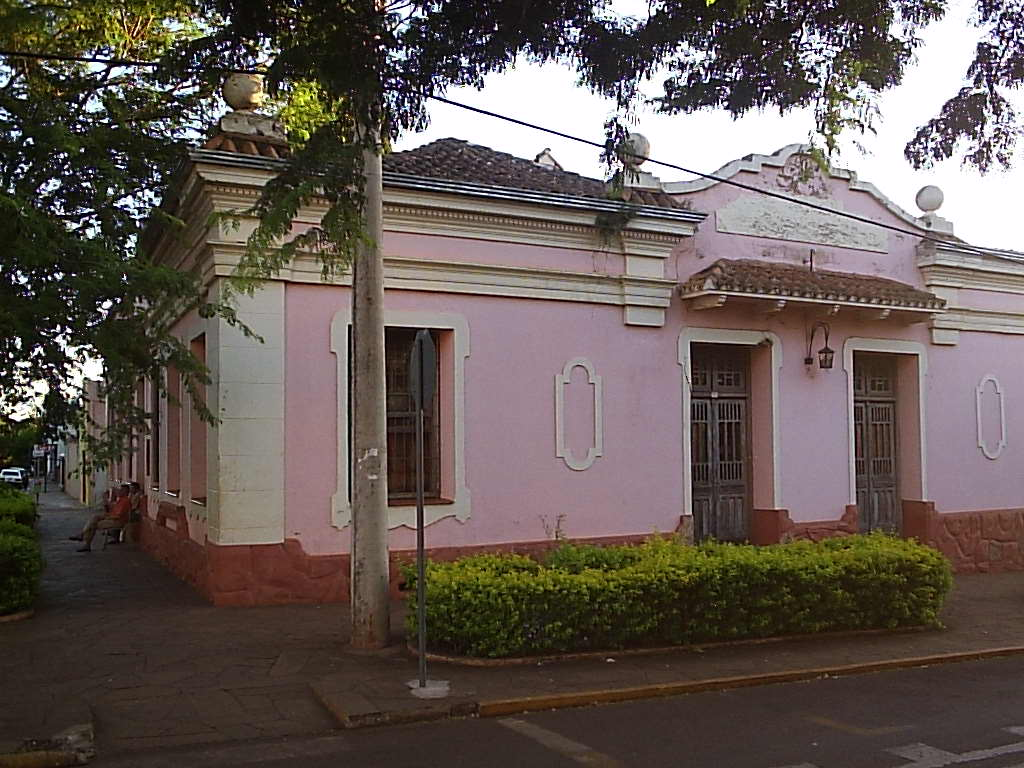
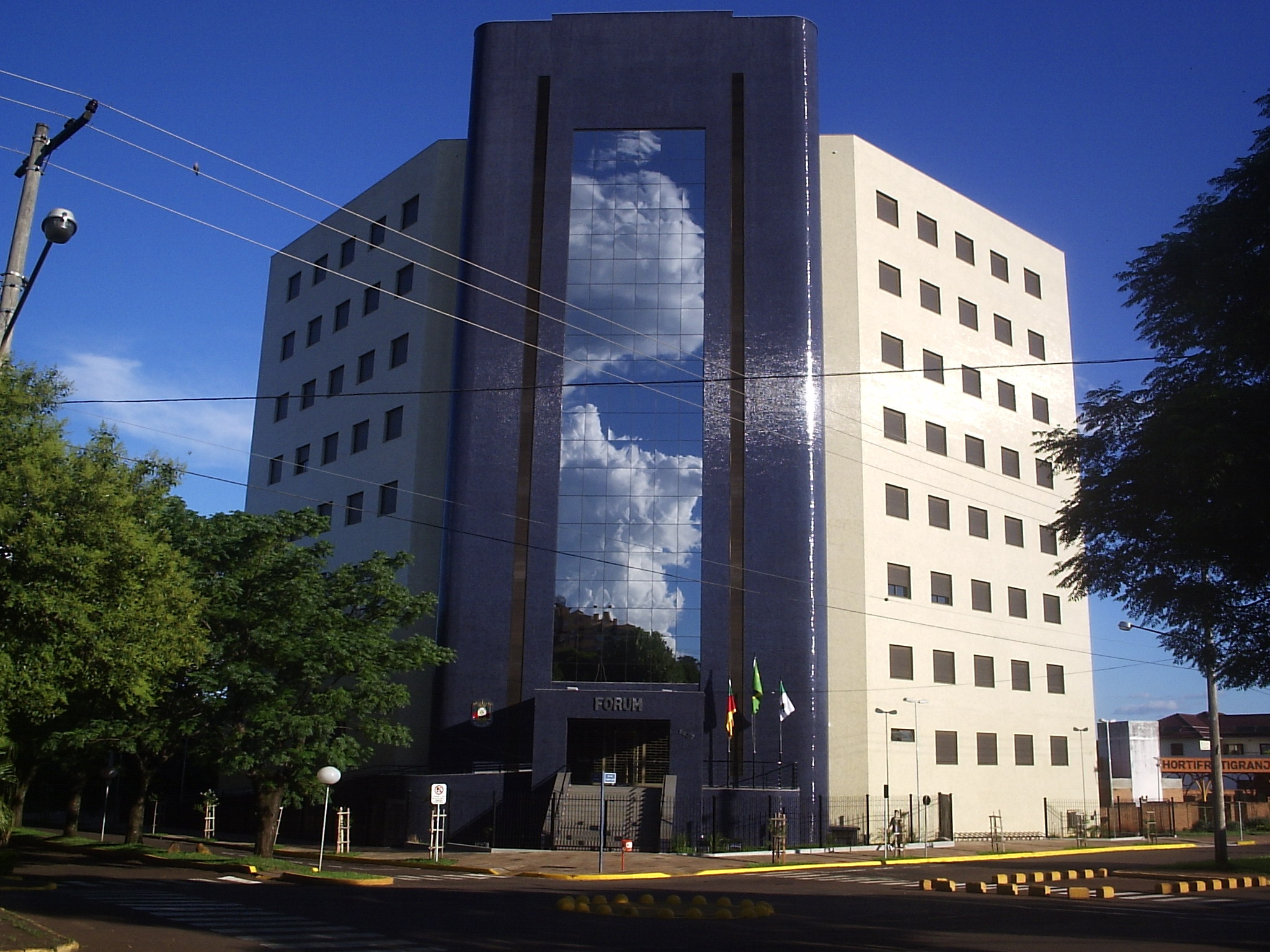
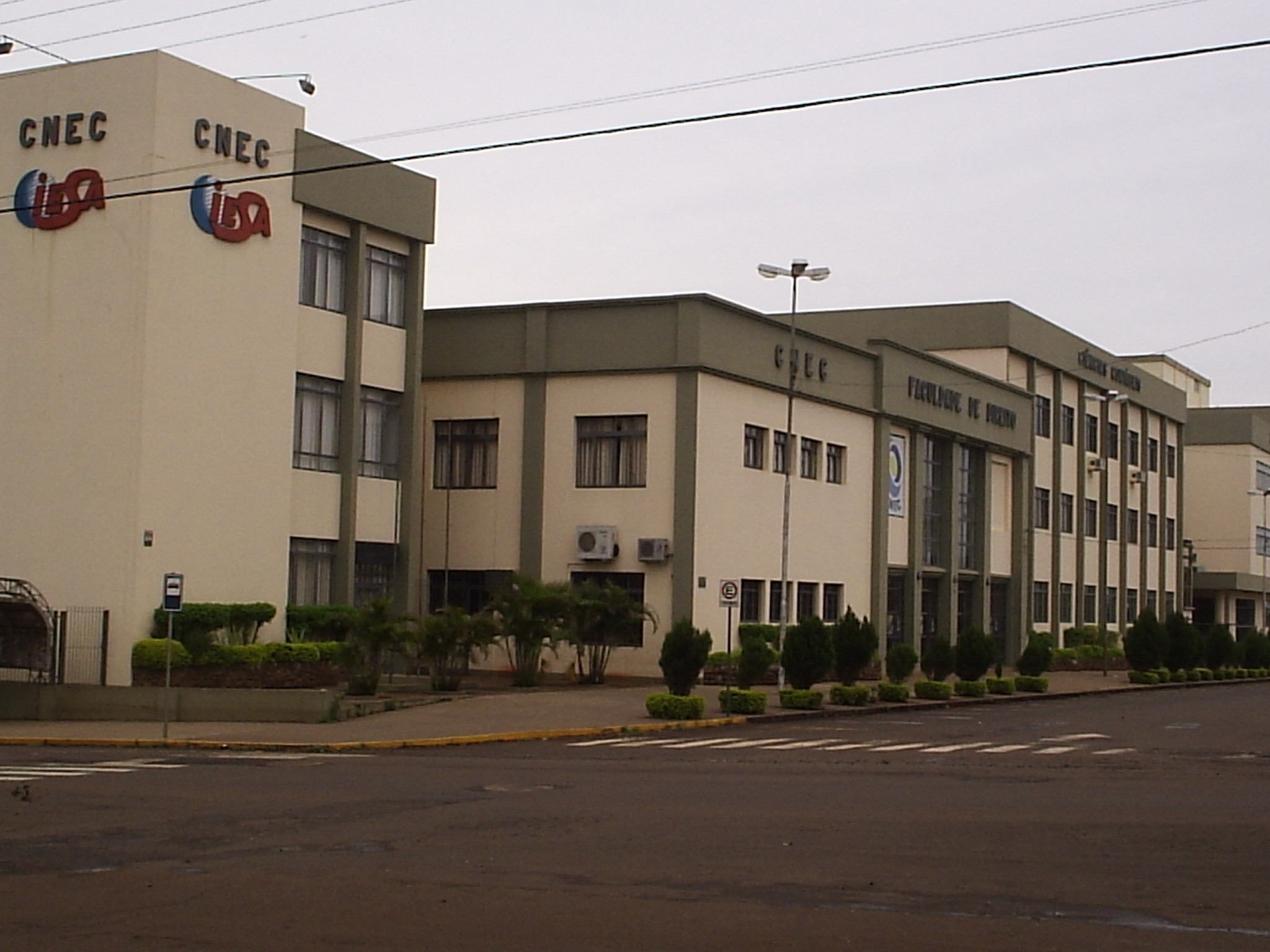
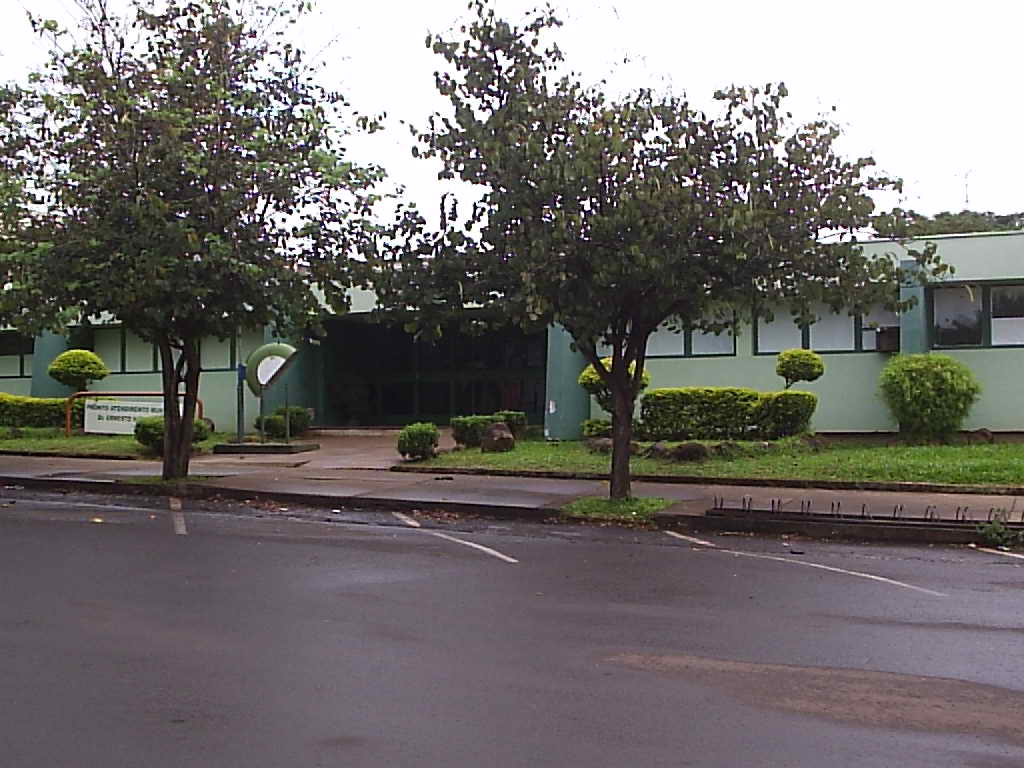
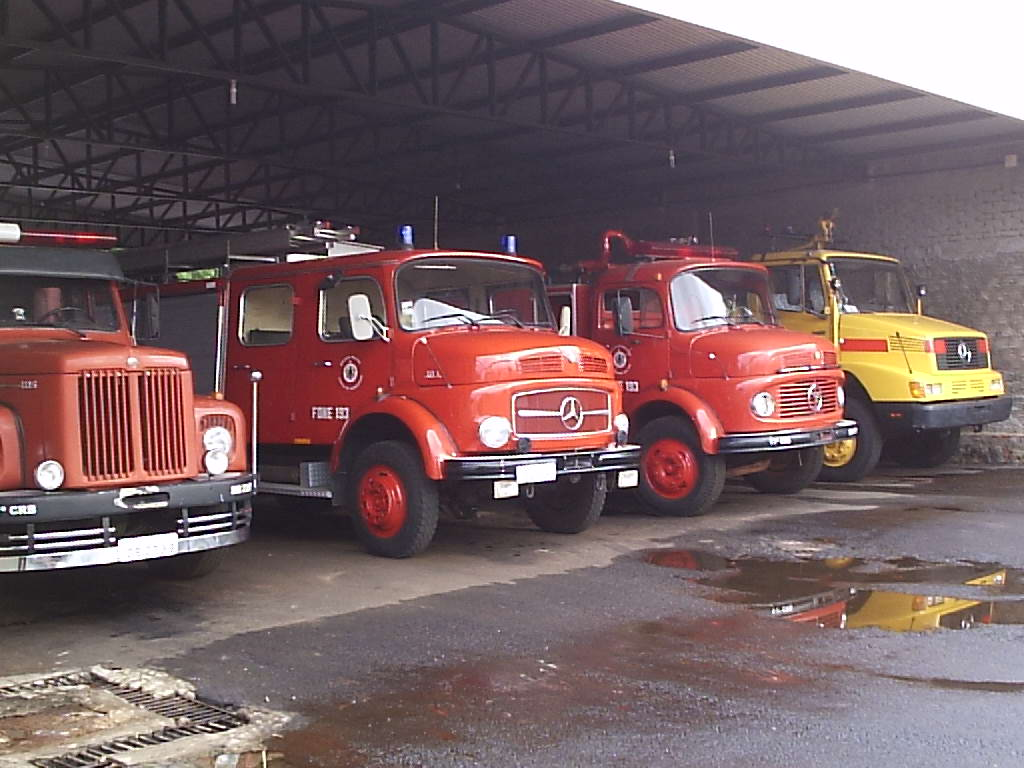
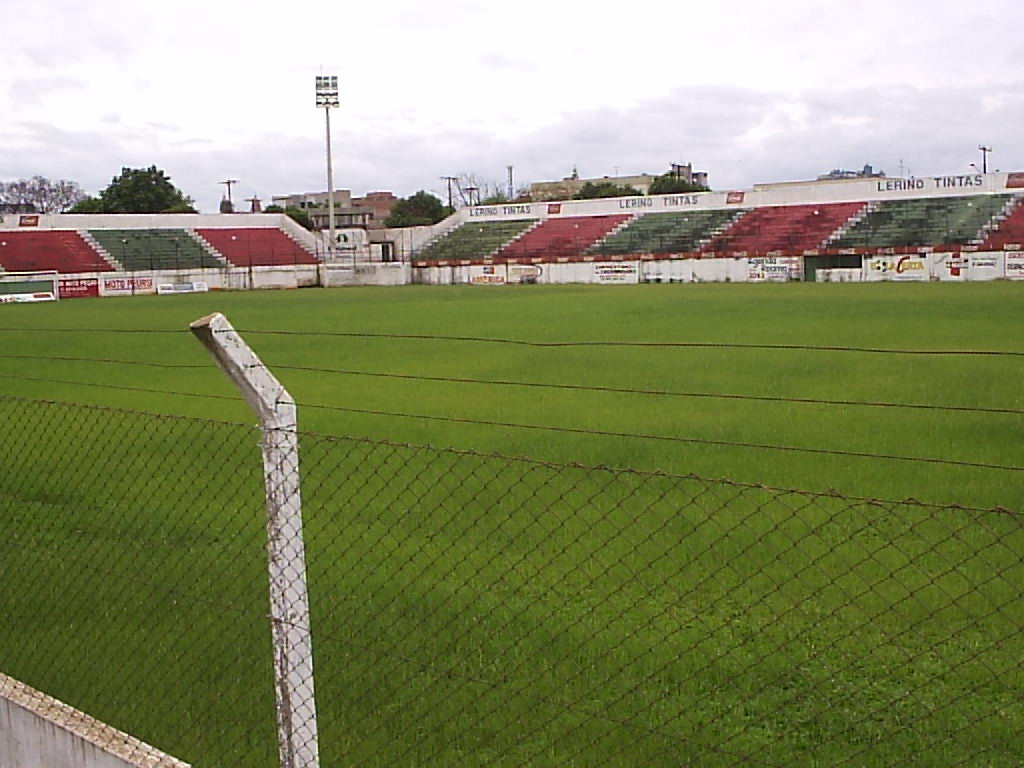

| Бразилія | Це незавершена стаття з географії Бразилії. Ви можете допомогти проєкту, виправивши або дописавши її. |

1. 1 2 3 4 5 6  OpenStreetMap — 2004.